# 松本真季
松本 真季（まつもと まき、1996年7月23日 - ）は、NHKのアナウンサー。

## 人物・来歴
大阪府堺市出身。
大阪府立大学生命環境科学域卒業。同大学院生命環境科学研究科博士前期課程修了後、2021年入局。同年6月、岡山放送局に着任。2024年4月、札幌放送局へ異動。
2024年パリパラリンピックでは開会式と閉会式の中継キャスターを担当。

## 嗜好・挿話
- 好物は海鮮・和食・酢の物・そば・お寿司・麻婆豆腐・カップ麺[6]。
- 今宮戎神社の福娘に選ばれ、十日戎での奉仕はもちろん、挨拶回りでNHKにも出演した[1]。
- 身長は168㎝。

## 現在の担当番組
- NHKニュースおはよう北海道（2024年4月15日 - ）- キャスター（2024年度は高橋秀和と[7]、2025年度は関根太朗・曽根優と週替わりで担当[8]）
- ほっとニュース845・ニュース北海道645（『おはよう北海道』非番の週に不定期で担当）
- 北海道のニュース・中継・リポート

## 過去の出演番組

### 岡山放送局時代（2021年度 - 2023年度）
- どーも、NHK（2021年6月13日・新人お披露目）
- もぎたて! - リポーター・キャスター代行など
  - 勝呂恭佑の代理キャスター（2023年8月9日 - 10日、2024年1月25日 - 26日、2月5日）
  - キャスター進行（2024年3月27日）[注釈 4]
- 今夜も生でさだまさし～カムカム岡山エヴリナイト!～（2021年11月27日深夜）- 放送局PRコーナー・進行（姫野美南と共に）
- さぬきドキっ!「瀬戸内Diary 〜つなぐ〜」（2022年1月14日：岡山局・高松局共同制作）- 塩﨑実央（高松局アナウンサー）と共にナレーションを担当[10]
- あさイチ
  - 「愛（め）でたいnippon 夏の終わりに!コレがきてる岡山」（2022年8月25日）- リポーター[11]
  - いまオシ!LIVE「追熟!愛宕梨」～岡山・岡山市～（2022年11月16日）- 中継リポーター[12]
  - いまオシ!LIVE「鉱山跡活用」～岡山・美咲町～（2022年11月17日）- 中継リポーター[13]
- NHKニュースおはよう日本
  - おはSPO（スポーツコーナー）西阪太志の代理キャスター（2022年12月3日・4日）[14][15]
  - 「期待高まる“空飛ぶクルマ”」（2023年2月21日）- 笠岡ふれあい空港から中継リポート[16][17]
- @（あっと）okayama
  - 「優勝 それからのこと 〜岡山学芸館高校男子サッカー部〜」（2023年4月14日）- ナレーション
  - 「あの感動をもう一度! カムカムエヴリバディ再会コンサート@岡山」（2023年4月28日、11月4日〈関西地域〉[注釈 5]）- 永松隆太朗とともに司会進行
  - 「“ハレノワ”から生中継! ウエストランドのハレ舞台」（2023年6月15日）- 永松隆太朗とともに司会進行[18]
  - 「クイズ もっともっと!考える岡山 2024春」（2024年3月15日）- 司会進行
- 君の声が聴きたい「君の声を読む〜朝までアナリレー〜」（2023年5月11日深夜）- 岡山県からの投書を朗読[19][20]
- NHKニュースおはようひろしま・おはようちゅうごく（2023年6月19日 - 23日）- キャスター代行（広島放送局の応援派遣）[注釈 6][21]
- プロ野球2023「阪神」対「DeNA」（2023年7月11日・BS1）- 倉敷マスカットスタジアムにて試合中のスタンドの様子をリポート[22]
- サンデースポーツ（2023年10月8日）- 中川安奈[注釈 7]の代理キャスター[23]
- ゆう6かがわ（2023年11月17日）- 高松局のスタジオにて岡山で秋に収穫される桃のリポート[24]
- ニュース きん5時（2023年12月1日）- 石橋亜紗[注釈 8]の代理キャスター[25]
- ゆく年くる年（2023年12月31日 - 2024年1月1日）- 龍泉寺から中継ナレーション[26]
- 令和6年能登半島地震の災害報道対応による富山放送局への応援派遣
  - ニュース富山人（2024年1月8日・11日）- 氷見市・富山市から中継リポート
  - 富山県のニュース（2024年1月9日・12日）[注釈 9]
- 第29回全国都道府県対抗男子駅伝（2024年1月21日）- 7区選手リポート
- 第96回選抜高等学校野球大会（2024年3月18日・Eテレ）- 開会式実況（小宮山晃義と共に）[注釈 10]

- 中国!ちゅーもく!ラジオ
  - 「ちゅうごく朗読散歩2022秋」（2022年10月14日）- 小川洋子の随筆「とにかく散歩いたしましょう」の朗読
  - 「おからじ! 西日本豪雨5年 それぞれの声」（2023年7月7日）- 司会進行[27][28]
- NHKジャーナル ジャーナル地域発「廃棄物から新素材を!」（2023年5月30日）- 県内の繊維業界の取り組みを取材・リポート[29][30]
- 令和5年度 秋季岡山県高等学校野球大会 3位決定戦「岡山学芸館」対「総社南」（2023年10月7日〈岡山県域〉）- 試合実況
- 第141回秋季中国地区高等学校野球大会 準決勝 第1試合「創志学園×高川学園」（2023年11月4日・ラジオ第1、FM〈いずれも中国地域〉）- 試合実況

- 岡山県のニュース・中継・リポート
- 全国高等学校野球選手権大会 - アルプススタンドリポート[注釈 11]
  - 第104回（2022年8月6日・9日・10日・12日）
  - 第105回（2023年8月13日・14日・17日・19日・23日）[注釈 12]
- 選抜高等学校野球大会 - アルプススタンドリポート[注釈 11]
  - 第95回記念（2023年3月19日・21日・22日・24日）
  - 第96回（2024年3月20日・21日・22日・25日）
- 令和5年度 全国高等学校野球選手権岡山大会 - 試合実況（全て岡山県域のみ。）
  - 準々決勝 2日目 第2試合（2023年7月21日・ラジオ第1）
  - 準決勝 第1試合（2023年7月23日・Eテレ、総合）
  - 決勝（2023年7月25日・ラジオ第1、FM）

### 札幌放送局時代（2024年度 - ）
- ほっとニュース北海道・ほっとニュース道央いぶりDAYひだか（2024年5月7日、10月1日 - 2日・7日 - 8日、2025年3月3日 - 7日）- 飯尾夏帆の代理キャスター
- 北海道道
  - 「“教授”の愛したスタジオ」[31]（2024年5月10日、7月6日[注釈 13]）- サブMC代行[注釈 14]
  - 「アイヌ“先住権”訴訟～サケと生きる暮らしを求めて～」（2024年6月21日）- サブMC代行[注釈 14]
  - 「ボーカロイドと夢見た20年～札幌発 誰もが創作できる世界へ～」（2025年3月7日）- ナレーション
- パリオリンピック2024（2024年8月2日 - 3日[注釈 15]）- 東京スタジオ進行キャスター[注釈 16]
- さわやか自然百景「北海道 勇払川の河畔林」（2024年8月25日）- ナレーション
- パリパラリンピック2024 - パリ現地中継キャスター[注釈 3][32]
  - 開会式（2024年8月28日深夜）
  - 陸上（2024年8月30日深夜）
  - 午後LIVE ニュースーン 車いすラグビー選手インタビュー（2024年9月3日）
  - 閉会式（2024年9月8日深夜）
- 第77回北海道高校アイスホッケー選手権 決勝「駒大苫小牧」対「武修館」（2024年12月17日・Eテレ、総合〈いずれも北海道地域〉）- リポーター
- うまいッ!「甘くてシャキシャキ ホッキ貝 ～北海道・苫小牧市～」（2025年1月12日）- 地元応援団［食材リポーター］[33]
- どうみん手作りクイズ179Q〈いずれも北海道地域〉- 司会進行
  - 第11回（2025年1月31日）・第12回（2025年2月14日）[34]
  - 「知床・世界遺産20周年SP」第13回（2025年7月11日）・第14回（2025年8月1日）[35]
- あさイチ「愛（め）でたいnippon 冬こそ行きたい!北海道」（2025年2月20日）- リポーター[36]
- 午後LIVE ニュースーン おまかせリポート（2025年7月10日・11日）- 上富良野町・中富良野町から中継リポート

- この気持ち、なんて言う?～小説家と探す、あなただけの言葉～（2024年6月15日〈北海道地域〉）- 司会進行[37]
- 北海道まるごとラジオ[注釈 17]
  - 「生朗読で北海道をお届け!」（2024年12月5日）- 福井慎二、曽根優と共に宇江佐真理の小説「卵のふわふわ」の朗読
  - 「北海道で探るドローンの可能性」（2025年1月9日）- 司会進行[38]
  - 「野球を通して北海道の未来をつくる」（2025年5月1日）- 横山哲也、江連すみれと共に司会進行[39]
- 北の文芸館 2024 ～アナウンサーがいざなう朗読の世界～（2024年12月15日〈北海道地域〉）- 2024年11月24日に公開収録された朗読の模様を放送[40]。

- ミラノ・コルティナ2026 女子アイスホッケー五輪最終予選 - リポーター
  - 「日本×フランス」（2025年2月6日・BS）
  - マイあさ! スポーツトピックス「4大会連続のオリンピックへ!アイスホッケー女子最終予選」（2025年2月8日・ラジオ第1）[41]
  - 「日本×ポーランド」（2025年2月8日・Eテレ）
- 第97回選抜高等学校野球大会（2025年3月24日・25日・26日・28日）- アルプススタンドリポート[注釈 11]